# Harant Alianak
Harant Alianak (ou Hrant Alianak) est un acteur canadien d'origine arménienne.

## Filmographie
- 1981 : Otages à Téhéran (Escape from Iran: The Canadian Caper) (TV) : Iranian Minister
- 1982 : Best Revenge : Elliah
- 1983 : Le Guerrier de l'espace (Spacehunter: Adventures in the Forbidden Zone) : Chemist, Chief Henchman
- 1983 : The Sins of Dorian Gray (TV)
- 1984 : Bambinger : Father
- 1985 : Head Office : President Sanchez
- 1986 : Vengeance (Sword of Gideon) (TV) : Wael Zwaiter
- 1986 : One Night Only (TV) : Wenko
- 1986 : Seule contre la drogue (Courage) (TV) : Eddie Cuba
- 1987 : Family Viewing : Administrator
- 1988 : Looking for Nothing (TV)
- 1988 : Spies, Lies & Naked Thighs (TV) : Omar
- 1990 : Destiny to Order
- 1993 : Rapture (TV) : Chef Galati
- 1993 : Graine de star (Life with Mikey) : le directeur
- 1994 : TekWar: TekJustice (TV) : Juge Tsuruda
- 1995 : Billy Madison : Pete
- 1996 : Chair de poule (Goosebumps) (TV) : Docteur Marek
- 1997 : The Secret Life of Algernon : Mahir Sulleyman
- 1998 : More Tears (série TV) : Shaffik
- 1998 : Thanks of a Grateful Nation (TV) : Dr. Sid Beria
- 1998 : Sale Boulot : Kirkpatrick
- 1999 : Total Recall 2070 (TV) : Karl Gish
- 1999 : Au-delà de l'obsession (Ultimate Deception) (TV) : Dr. Amos
- 1999 : Love Songs (TV) : Doctor
- 2000 : The Golden Spiders: A Nero Wolfe Mystery (TV) : Gerstner
- 2000 : Meurtre à l'eau de rose (The Deadly Look of Love) (TV) : Dr. Dunning
- 2001 : Full Disclosure (vidéo) : Hosni
- 2001 : WW3 (TV) : Abdus Hamdoon
- 2003 : Snow on the Skeleton Key : Spark Drendl
- 2004 : Call Me: The Rise and Fall of Heidi Fleiss (TV) : Prince Hassan
- 2004 : The Grid (feuilleton TV) : Yemeni Colonel
- 2004 : H2O (TV) : Dr. Rafsamjhanni
- 2005 : Jeff Ltd. (série TV) : Uncle Kazem
- 2008 : Pontypool : Dr. Mendez
- 2012 : Inescapable de Ruba Nadda
- 2025 : Les Enquêtes de Murdoch (série TV) : Klaus (saison 18, épisode 10)